# Humpeltreppe

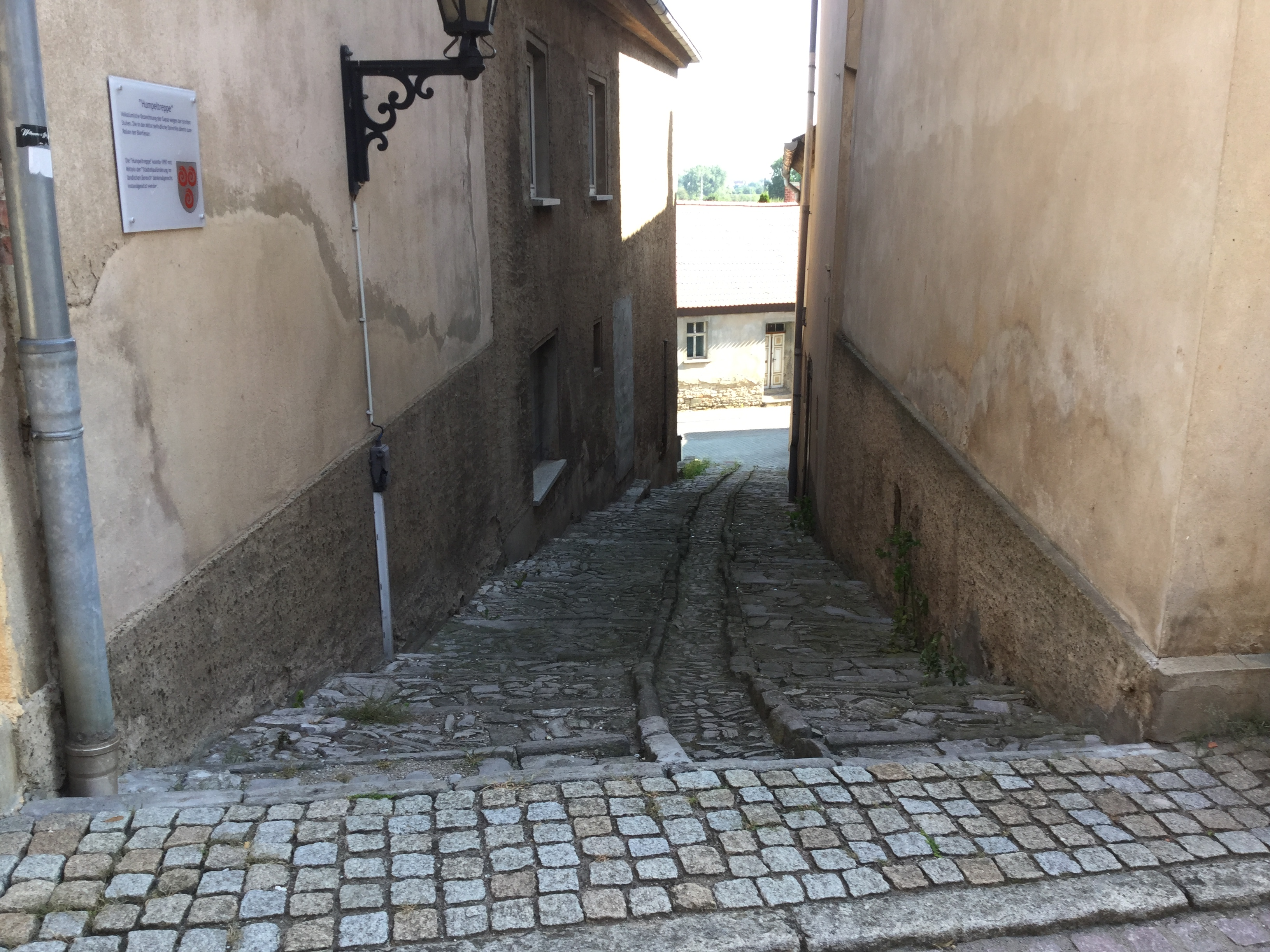
Humpeltreppe, Blick von der Burgstraße

Die Humpeltreppe ist eine denkmalgeschützte Gasse in Alsleben (Saale) in Sachsen-Anhalt.

## Lage
Sie befindet sich als Straße Stiege im südlichen Teil der historischen Alsleber Altstadt und verläuft von der Burgstraße aus absteigend in nordöstlicher Richtung zur Fischerstraße.

## Architektur und Geschichte
Die Gasse ist als schmale Treppenanlage ausgeführt und stammt aus dem 18. Jahrhundert. Sie ist mit einem Pflaster aus Kalkstein belegt und verfügt in ihrem oberen Teil über 14 und im unteren Bereich über 11 Stufen. Mittig befindet sich eine über die komplette Länge der Treppe führende stufenlose Rampe, die wohl zum Transport von Bierfässern angelegt worden sein soll. Die angrenzende Bebauung ist überwiegend zweigeschossig und gehört zur Burg- oder Fischerstraße.
Im Denkmalverzeichnis für Alsleben (Saale) ist die Gasse unter der Erfassungsnummer 094 60827 als Baudenkmal eingetragen.